# Smolnik (powiat sanocki)
Smolnik (j. łemkowski Смільник) – wieś w Polsce położona na prawym brzegu Osławy leży w wąskiej górskiej dolinie, w województwie podkarpackim, w powiecie sanockim, w gminie Komańcza. We wsi znajduje się Schronisko „Nad Smolnikiem” i lądowisko dla awionetek i szybowców.
Wieś prawa wołoskiego w drugiej połowie XV wieku. Wieś królewska położona na przełomie XVI i XVII wieku w ziemi sanockiej województwa ruskiego, w drugiej połowie XVII wieku należała do starostwa krośnieńskiego. W latach 1975–1998 miejscowość należała administracyjnie do województwa krośnieńskiego.

## Geografia
Wieś graniczy z Wolą Michową.
Przez wieś prowadzi częściowo utwardzona droga do wsi Rzepedź.
Na zboczu grzbietu Maguryczne nad Smolnikiem funkcjonuje schronisko turystyczne i trawiaste lądowisko dla samolotów i szybowców.

## Historia
Wieś lokowana na prawie wołoskim w roku 1511 przez hetmana koronnego i wojewodę krakowskiego Mikołaja Kamienieckiego. W roku 1565 wieś liczyła 28¾ łana powierzchni. Do roku 1772 województwo ruskie, ziemia sanocka. Od 1772 należał do cyrkułu leskiego, a następnie sanockiego w Galicji, następnie do 1918 powiat leski. W roku 1876 wieś liczyła 1032 mieszkańców (w tym 53 Żydów) oraz 156 domów. Od listopada 1918 do stycznia 1919 Republika Komańczańska.
W II Rzeczypospolitej wieś w powiecie leskim województwa lwowskiego. W latach 1944–1947 ze względu na górskie położenie była ona schronieniem dla oddziałów UPA. Po wysiedleniu tutejszych Ukraińców do ZSRR banderowcy spalili większość gospodarstw. Zachowało się kilka chat połemkowskich.

## Religia
Parafia łacińska w Bukowsku do roku 1947, obecnie w parafii św. Apostołów Piotra i Pawła w Nowym Łupkowie. Parafia unicka w miejscu, diecezja przemyska, dekanat jaśliski, do roku 1947 parafia obejmowała jeszcze Mików.
W niewielkim Smolniku żyją dziś mieszkańcy należący aż do pięciu wyznań: rzymscy katolicy, grekokatolicy, prawosławni, Świadkowie Jehowy oraz wyznawcy Kryszny.

## Transport
Wieś leży w pobliżu drogi wojewódzkiej nr 897. Przez wieś prowadzi droga do Mikowa i dalej do Rzepedzi. Aby dotrzeć tędy do Rzepedzi należy przeprawić się przez brody na Osławie. Do Smolnika dociera kolej wąskotorowa. W 2009 roku wybudowano peron na stacji kolejki leśnej i przywrócono ruch pociągów, który zawieszono jednak już w 2011. Peron umiejscowiony jest przy rozgałęzieniu torów do Rzepedzi, Nowego Łupkowa, Cisnej. Przez Smolnik prowadzi czarno-żółty pieszy szlak turystyczny Szlak śladami dobrego wojaka Szwejka z Przełęczy Radoszyckiej do Komańczy i dalej w kierunku Sanoka.

## Smolnik w literaturze
- Łuny w Bieszczadach. W połowie marca 1947 nieopodal wsi UPA dokonała masakry 14 żołnierzy Wojska Polskiego z 34 pułku piechoty, w większości rannych. Jeńców obdartych z mundurów, w samej tylko bieliźnie, ze śladami tortur, ścinano toporem na specjalnie przygotowanym klocu. Egzekucji dokonywali młodzi upowcy, dla których był to „chrzest bojowy”. Sotenny „Chrin” własnoręcznie z pistoletu zabił dowódcę kompanii porucznika Wierzbickiego. Opis ten został przez autora wymyślony na potrzeby opowiadania i nie znalazł potwierdzenia w badaniach historyków[10]. W roku 1961 na podstawie powieści w plenerach Smolnika nakręcono film E. i Cz. Petelskich Ogniomistrz Kaleń.
- Stanisław Żurek – „UPA w Bieszczadach”, Wrocław 2007 ISBN 978-83-89684-14-1[11]